# BOM (Cataluña)
bOm fue un canal privado dirigido al público femenino de Cataluña que se emitía por la TDT a través del cuarto canal del múltiplex 3, en concesión a Emissions Digitals de Catalunya. Pertenecía a Best Option Media y compartía mux con 8tv, Barça TV y RAC 105.
- Actualmente este canal ha sido sustituida por:
  - Países Catalanes: Verdi Classics, cese de transmisiones 16 de octubre de 2023.
  - Resto de España: BOM Cine.